# ألبرتا بيتش (ألبرتا)
ألبرتا بيتش (بالإنجليزية: Alberta Beach) هي قرية تقع في كندا في ألبرتا. يقدر عدد سكانها بـ 865 نسمة ومساحتها 1.98 كم2 وترتفع عن سطح البحر 740 متر.